# Piotr Jernstedt
Piotr Viktorovitch Jernstedt, parfois Ernstedt (Пётр Викторович Ернштедт), né le 9 (21) juin 1890 à Gatchina et mort le 25 décembre 1966 à Léningrad, est un helléniste et coptologue soviétique auteur de travaux d'importance, dont certains écrits directement ou traduits en allemand et en français.

## Biographie
Piotr Jernstedt est le fils de l'académicien Viktor Jernstedt (1854-1902), spécialiste de paléographie antique. Cette famille dont les ancêtres Jernstedt proviennent de Suède vit dans une atmosphère d'érudition. La sœur aînée de Piotr, Elena (1888-1942) qui poursuit ses études au fameux gymnasium Schaffe, se passionne aussi pour la Grèce antique et devient archéologue. Elle mourra de faim et de froid pendant le siège de Léningrad. Ils perdent leur père en 1902, Piotr a douze ans et Elena quatorze. Elle donne des leçons de français et d'allemand plus tard pour payer ses études.
Piotr Jernstedt termine l'université impériale de Saint-Pétersbourg en 1913, où il s'était spécialisé en histoire du grec ancien. Il part pour la Grèce en voyage d'études, mais doit rentrer au bout de deux mois à cause de la déclaration de la Première Guerre mondiale. Jernstedt commence à s'intéresser à la langue copte en 1915, lorsqu'en étudiant des papyrus grecs, il découvre cette langue. Il apprend donc le copte auprès de B. Touraïev (1860-1928). Après la révolution d'Octobre, il entre comme collaborateur à l'institut d'études orientales de l'académie des sciences et à l'institut des peuples d'Asie de la même académie (1918-1950). De 1950 à 1954, il travaille à l'institut de linguistique de l'académie des sciences d'URSS. Il passe sa thèse de doctorat en troisième cycle (en russe : candidat au doctorat) en 1935 et sa thèse de doctorat d'État en 1941. Entre juillet 1942 et mai 1945, il est évacué à Tachkent. Il est choisi comme membre-correspondant de l'académie des sciences d'URSS en 1946. Il prend sa retraite en 1954.
Ses travaux portent sur la langue copte et la civilisation des premiers temps du christianisme en Égypte antique. Il publie des textes sur la syntaxe copte. Il a également travaillé au catalogage et à l'édition des textes grecs sur papyrus conservés dans les collections d'URSS  (IV t. (1927), III (1930) et V (1935) tt. avec Grigori Tsereteli, disciple de son père. Certains travaux ne sont pas encore publiés.
Il enseignait également le grec ancien et le copte (entre 1924 et 1930, puis entre 1945 et 1950), ainsi que la paléographie à l'université de Léningrad et à l'université d'Asie centrale, de même qu'à l'institut des langues orientales de l'académie des sciences d'URSS. Parmi ses élèves, on compte Alla Elanskaïa.

## Quelques publications
- Les Monuments de la langue grecque en Égypte, Bulletin de l'Académie des sciences de Russie. VI série, 15 (1921), pp. 677–696
- Zum Gebrauch des koptischen Qualitativs, Dossiers de l'académie des sciences d'URSS, Série B., 1925, pp. 74–77
- Египетские заимствования в греческом языке [Emprunts lexicaux de l'égyptien en langue grecque]. — Moscou-Léningrad : éd. de l'académie des sciences d'URSS, 1953. — 208 pages.
- Коптские тексты ГМИИ им. А.С.Пушкина [Les Textes coptes du musée Pouchkine de Moscou]. — Moscou-Léningrad: idem, 1959. — 215 pages.
- Коптские тексты Государственного Эрмитажа [Les textes coptes du musée de l'Ermitage]. — Moscou-Léningrad.: idem, 1959. — 191 pages.
- Aus dem Gebiet der altesten Aegyptizismen der griechischen Sprache, in «Bibliotheca Classica Orientalis», 6. Jg., 1961, Heft 2, Sp. pp. 105—112.
- Исследования по грамматике коптского языка [Études sur la grammaire de la langue copte]. — Moscou: éd. Naouka, 1986. — 660 pages.

## Source
- (ru) Cet article est partiellement ou en totalité issu de l’article de Wikipédia en russe intitulé « Ернштедт, Пётр Викторович » (voir la liste des auteurs).